# Do Somethin'
Singles de Britney Spears
I've Just Begun (Having My Fun)
(2004) Someday (I Will Understand)
(2005)
Pistes de Greatest Hits: My Prerogative
I've Just Begun (Having My Fun)
(18)
Do Somethin’ est une chanson de la chanteuse américaine pop Britney Spears, extraite de son premier best of, Greatest Hits: My Prerogative. Elle est sortie dans le monde entier le 14 février 2005 comme second single de l'album, sauf en Amérique du Nord. Produite par Bloodshy & Avant, la chanson n'était pas destinée à devenir un single et Britney Spears a donc dû convaincre sa maison de disques afin de tourner une vidéo pour la chanson. Do Somethin’ est un titre dance-pop agrémenté de guitares électriques. Les paroles parlent de passer du bon temps sans se soucier du jugement des autres.
Do Somethin’ a reçu des avis positifs de la part des critiques. Bien que la chanson ne soit pas sortie aux États-Unis, elle a atteint la centième place du Billboard Hot 100. La chanson est bien accueillie dans le monde, parvenant à atteindre le top 10 de plusieurs pays comme l'Australie, le Danemark, la Suède et le Royaume-Uni. Britney Spears a interprété Do Somethin’ durant la mini-tournée promotionnelle The M+M's Tour en 2007 et au cours de la tournée mondiale The Circus Starring: Britney Spears en 2009.
Le clip accompagnant le morceau a été réalisé par Billie Woodruff et co-réalisé par Britney Spears, qui est créditée sous le nom de son alter ego « Mona Lisa ». Dans cette vidéo, il est question de Britney Spears accompagnée de quatre amies dansant dans une discothèque. L'utilisation d'un tableau de bord Louis Vuitton dans la vidéo a entraîné une poursuite judiciaire contre Jive Records, qui s’est vu condamné à une amende de 80 000 euros de dommages et intérêts en faveur de Louis Vuitton.

## Performance
Bien que Do Somethin’ ne soit pas sortie physiquement aux États-Unis, la chanson a culminé à la centième place du Billboard Hot 100 grâce aux téléchargements numériques, le 26 avril 2005. La chanson est également apparue au Billboard Pop 100 et Hot Digital Songs, respectivement à la soixante-troisième et quarante-neuvième place. En août 2010, Do Somethin’ s'est écoulée à 363 000 téléchargements légaux aux États-Unis. En Australie, la chanson a débuté huitième sur la semaine de 7 mars 2005. Le titre a depuis été certifié disque d'or par l'Australian Recording Industry Association (ARIA), avec plus de 35 000 exemplaires vendus. Sur la  même semaine, le morceau débute sixième du classement des meilleures ventes de single au Royaume-Uni. Do Somethin' a également été un succès en Europe, notamment top 10 en Belgique (Flandre), au Danemark et en Irlande, ainsi que top 20 en Belgique (francophone), République tchèque, Allemagne, Norvège, Suède, Suisse et Pays-Bas.

## Vidéoclip

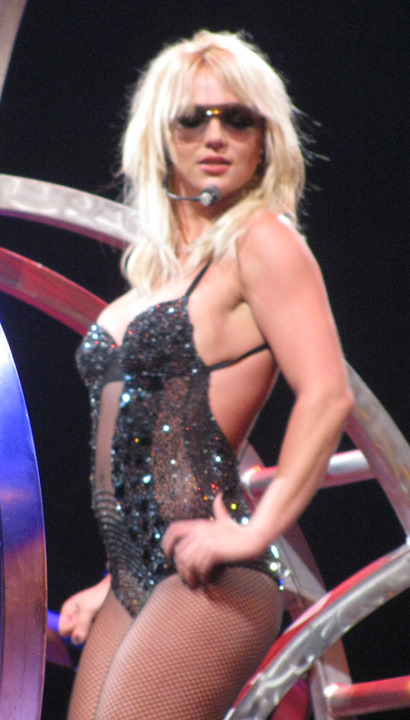
Britney Spears interprétant Do Somethin’ lors de sa tournée, The Circus Starring: Britney Spears en 2009 à Londres

Le clip de Do Somethin’ a été filmé en décembre 2004 à Los Angeles, en Californie. Il a été coréalisé par Billie Woodruff et Britney Spears, avec qui il a déjà travaillé sur le vidéoclip de Born to Make You Happy. Décrit par Spears comme "mouvementé", le tournage a été effectué "en une durée record de cinq heures." Aussi elle a ajouté à propos de la coréalisation avec Wooodruff, que, « tout le processus a été juste beaucoup de plaisir. » Britney Spears est créditée sous le pseudonyme de Mona Lisa, comme elle le dit « Je pense qu'elle est un peu comme mon alter ego [...] C'est un peu plus facile d'être appelé Mona Lisa au lieu de Britney. »
La vidéo a également été entièrement chorégraphiée et habillée par Britney Spears, avec des créations Juicy Couture. Spears a enfin ajouté que son travail derrière la caméra l’a inspiré pour être réalisatrice à l'avenir, expliquant: « Après avoir fait environ 20 vidéos, il devient un peu ennuyeux de jouer le même rôle. Être derrière la caméra est parfois plus satisfaisant que d'être en face d'elle. »
Dans le clip, Britney Spears porte une top rose avec l’inscription "Love Boat" et un mantelet. Elle se rend dans un club nommé Hole in the Wall avec quatre acolytes blondes. Pendant le premier couplet, elles volent dans un Hummer rose et bougent la tête au rythme de la chanson, tandis que Spears met la voiture sur pilote automatique. Le tableau de bord du Hummer est un modèle de Louis Vuitton. Elles arrivent enfin dans un club et dansent sur la piste de danse, tout en étant regardé par d'autres personnes. Vers la fin de la vidéo, Britney Spears et ses amies commencent à exécuter leur chorégraphie sur une scène. La vidéo est également entrecoupée de scènes de Britney Spears dans une salle séparée en sous-vêtements noirs et mini-manteau de fourrure blanche mini qui a ont été comparées aux scènes en noir et blanc dans la vidéo de My Prerogative. Jennifer Vineyard de MTV a qualifié l'attitude Spears dans la vidéo comme un « va-et-vient entre essayer d'avoir l'air sexy et maladroite. »
Comme la vidéo n’était pas destinée à être promue aux États-Unis, elle a été diffusée en première mondiale sur MTV UK le 21 janvier 2005. Cependant, elle est apparue sur le net le 18 janvier 2005.
Le 18 novembre 2007, le magazine Forbes rapporte que la société LVMH Louis Vuitton a gagné 80 000 euros de dommages et intérêts au terme d’un procès pour l’utilisation sans autorisation du logo de la marque dans des plans de tableau de bord du véhicule utilisé dans le vidéoclip. Le tribunal a conclu le directeur de la vidéo avait clairement mis en avant le logo. Le tribunal a statué que la responsabilité de l'utilisation non autorisée était assignée à Sony BMG, sa filiale Zomba, ainsi que Group of Companies, MTV Online, et non Britney Spears elle-même. Le clip a été interdit sur toutes les chaînes de télévision européennes.

## Interprétations en direct
Britney Spears a interprété Do Somethin’ durant la mini-tournée promotionnelle The M+M's Tour en 2007 et au cours de la tournée mondiale The Circus Starring: Britney Spears en 2009.

## Formats
| - CD Single 1. Do Somethin' – 3:22 2. Do Somethin' (DJ Monk's Radio Edit) – 4:12 - The Singles Collection Coffret Single 1. Do Somethin' – 3:22 2. Do Somethin' (Thick Vocal Mix) – 7:59 | - Maxi Single 1. Do Somethin' – 3:22 2. Do Somethin' (DJ Monk's Radio Edit) – 4:12 3. Do Somethin' (Thick Vocal Mix) – 7:59 4. Everytime (Valentin Remix) – 3:25 |

## Classements
| Classement (2005)  | Meilleure position |
| ------------------ | ------------------ |
| Allemagne          | 18                 |
| Australie          | 8                  |
| Autriche           | 21                 |
| Belgique (Fr)      | 10                 |
| Belgique (Nl)      | 12                 |
| Danemark           | 4                  |
| États-Unis         | 100                |
| France             | 70                 |
| Hongrie            | 4                  |
| Irlande            | 4                  |
| Norvège            | 12                 |
| Pays-Bas           | 13                 |
| République tchèque | 11                 |
| Royaume-Uni        | 6                  |
| Suède              | 10                 |
| Suisse             | 11                 |

## Crédits
| - écriture et composition : Bloodshy & Avant, Henrik Jonback, Angela Hunte - production : Bloodshy & Avant, Steven Lunt - mixage : Niklas Flyckt (Khabang Studio, Stockholm, Suède) - édition numérique : Bloodshy & Avant - Ingénieurs assistants : Charles McCrorey et Jonas Östman | - studios d'enregistrement : Murlyn Studios (Stockholm, Suède) et Battery Studios (New York, États-Unis) - chant : Britney Spears - chœurs : Britney Spears, Angela Hunte et BlackCell - guitare : Henrik Jonback - autres instruments et programmation : Bloodshy & Avant |

Source : livret de la compilation Greatest Hits: My Prerogative